# هكسلي (تكساس)
هكسلي (بالإنجليزية: Huxley, Texas)‏ هي مدينة تقع بولاية تكساس في شمال شرق الولايات المتحدة. تبلغ مساحة هذه المدينة 5.3 (كم²)، وترتفع عن سطح البحر 85 م، بلغ عدد سكانها 298 نسمة في عام 2000 حسب إحصاء مكتب تعداد الولايات المتحدة وتصل الكثافة السكانية فيها 57.4 نسمة/كم2.

## التركيبة السكانية
حدّد مكتب تعداد الولايات المتحدة بيانات التركيبة السكانية لهكسلي في تعداد الولايات المتحدة. في ما يلي، التركيبة السكانية حسب تعدادي 2000 و2010.

### تعداد عام 2000
بلغ عدد سكان هكسلي 298 نسمة بحسب تعداد عام 2000، وبلغ عدد الأسر 135 أسرة وعدد العائلات 104 عائلة مقيمة في المدينة. في حين سجلت الكثافة السكانية 55.2 نسمة لكل كيلومتر مربع (143.0/ميل2). وبلغ عدد الوحدات السكنية 230 وحدة بمتوسط كثافة قدره 42.6 لكل كيلومتر مربع (110.3/ميل2).
وتوزع التركيب العرقي للمدينة بنسبة 98.32% من البيض و1.34% من الأمريكيين الأفارقة و0.34% من الأمريكيين الأصليين و0.67% من الهسبانيون أو اللاتينيون من أي عرق.
بلغ عدد الأسر 135 أسرة كانت نسبة 20% منها لديها أطفال تحت سن الثامنة عشر تعيش معهم، وبلغت نسبة الأزواج القاطنين مع بعضهم البعض 70.4% من أصل المجموع الكلي للأسر، ونسبة 3.7% من الأسر كان لديها معيلات من الإناث دون وجود شريك،  بينما كانت نسبة 3% من الأسر لديها معيلون من الذكور دون وجود شريكة وكانت نسبة 23% من غير العائلات. تألفت نسبة 20% من أصل جميع الأسر من عدة أفراد يعيشون في نفس المنزل ونسبة 10.4% كانت تتألف من شخص يعيش بمفرده يبلغ من العمر 65 عاماً أو أكثر. وبلغ متوسط حجم الأسرة المعيشية 2.21، أما متوسط حجم العائلات فبلغ 2.50.
بلغ العمر الوسطي للسكان 55.5 عاماً. وكانت نسبة 13.1% من القاطنين تحت سن الثامنة عشر، وكانت نسبة 3.7% بين الثامنة عشر والرابعة والعشرين عاماً، ونسبة 18.1% كانت واقعةً في الفئة العمرية ما بين الخامسة والعشرين والرابعة والأربعين عاماً، ونسبة 33.2% كانت ما بين الخامسة والأربعين والرابعة والستين، ونسبة 31.9% كانت ضمن فئة الخامسة والستين عاماً فما فوق. يوجد لكل 100 أنثى 106.9 ذكر، ويوجد لكل 100 أنثى في الثامنة عشر من عمرها فما فوق 97.7 ذكر.
بلغ متوسط دخل الأسرة في المدينة 32,143 دولارًا، أما متوسط دخل العائلة فبلغ 40,000 دولارًا. وكان متوسط دخل الذكور 41,875 دولارًا مقابل 20,625 دولارًا للإناث. وسجل دخل الفرد الخاص بالمدينة 19,504 دولارًا. وكانت نسبة 7.5% من العائلات ونسبة 9.6% من السكان تحت خط الفقر، وكان من هؤلاء نسبة 24.4% تحت سن الثامنة عشر ونسبة 4.6% في الخامسة والستين من العمر وما فوق.

### تعداد عام 2010
بلغ عدد سكان هكسلي 385 نسمة بحسب تعداد عام 2010، وبلغ عدد الأسر 179 أسرة وعدد العائلات 128 عائلة مقيمة في المدينة. في حين سجلت الكثافة السكانية 71.3 نسمة لكل كيلومتر مربع (184.7/ميل2). وبلغ عدد الوحدات السكنية 291 وحدة بمتوسط كثافة قدره 53.9 لكل كيلومتر مربع (139.6/ميل2).
وتوزع التركيب العرقي للمدينة بنسبة 91.17% من البيض و5.19% من الأمريكيين الأفارقة و1.82% من الأعراق الأخرى و1.82% من عرقين مختلطين أو أكثر و4.42% من الهسبانيون أو اللاتينيون من أي عرق.
بلغ عدد الأسر 179 أسرة كانت نسبة 21.2% منها لديها أطفال تحت سن الثامنة عشر تعيش معهم، وبلغت نسبة الأزواج القاطنين مع بعضهم البعض 59.8% من أصل المجموع الكلي للأسر، ونسبة 7.8% من الأسر كان لديها معيلات من الإناث دون وجود شريك،  بينما كانت نسبة 3.9% من الأسر لديها معيلون من الذكور دون وجود شريكة وكانت نسبة 28.5% من غير العائلات. تألفت نسبة 27.4% من أصل جميع الأسر من عدة أفراد يعيشون في نفس المنزل ونسبة 16.2% كانت تتألف من شخص يعيش بمفرده يبلغ من العمر 65 عاماً أو أكثر. وبلغ متوسط حجم الأسرة المعيشية 2.15، أما متوسط حجم العائلات فبلغ 2.55.
بلغ العمر الوسطي للسكان 55.1 عاماً. وكانت نسبة 16.4% من القاطنين تحت سن الثامنة عشر، وكانت نسبة 3.4% بين الثامنة عشر والرابعة والعشرين عاماً، ونسبة 16.6% كانت واقعةً في الفئة العمرية ما بين الخامسة والعشرين والرابعة والأربعين عاماً، ونسبة 28.6% كانت ما بين الخامسة والأربعين والرابعة والستين، ونسبة 35.1% كانت ضمن فئة الخامسة والستين عاماً فما فوق. وتوزع التركيب الجنسي للسكان بنسبة 46.8% ذكور و53.2% إناث.

## وصلات خارجية
- The US50 - Cities and Towns in Texas State